# Lia Corinaldi
Lia Corinaldi (Torino, 1904 – Torino, 1989) è stata un'insegnante, politica e sindacalista italiana.

## Biografia
Nel 1929 si laurea in Filosofia, con una tesi sul pensiero ebraico, presso l'Università di Torino.
Iniziato l'insegnamento nel 1930 presso il Liceo Vincenzo Gioberti, nel 1938 è radiata dalle scuole pubbliche a seguito della promulgazione delle leggi razziali e costretta a proseguire la propria attività presso il Liceo ebraico di Torino, chiuso nel 1941.
Militante antifascista presso i Gruppi di difesa della donna, iscritta nel 1943 al Partito Comunista Italiano, è rappresentante del partito nell'Organizzazione sanitaria clandestina e nel Comitato di Liberazione Nazionale scuola per il Piemonte.
Dopo aver ripreso l'insegnamento a Torino, nel 1945, è responsabile della Commissione scuola del Pci torinese e dirigente sindacale della scuola.
Responsabile regionale dell'Adssn (Associazione per la difesa e lo sviluppo della scuola nazionale) e dell'Associazione di difesa e sviluppo della scuola pubblica in Italia (Adesspi), contribuisce poi alla fondazione dell'Unione culturale di Torino, collabora con l'Istituto piemontese per la storia della Resistenza e della società contemporanea (Istoreto) e milita nella Cgil scuola.